# North American Review
A North American Review (NAR) foi a primeira revista literária dos Estados Unidos. Foi fundada em Boston em 1815 pelo jornalista Nathan Hale e outros. Foi publicada continuamente até 1940, quando ficou inativa até ser revivida no Cornell College, em Iowa, sob Robert Dana em 1964. Desde 1968, a Universidade do Norte de Iowa, em Cedar Falls, abriga a publicação. Arquivos do século XIX estão disponíveis gratuitamente por meio do Making of America da Universidade Cornell.

## História
O primeiro editor da NAR, William Tudor, e outros fundadores haviam sido membros do Anthology Club de Boston, e lançaram a North American Review com o intuito de fomentar uma cultura genuinamente americana. Nos primeiros anos, a revista publicou poesias, ficção e ensaios variados em periodicidade bimestral, mas em 1820 tornou-se trimestral, com conteúdo mais focado em melhorar a sociedade e elevar a cultura. A NAR promovia a melhoria da educação pública e da administração, com reformas no ensino médio, formação profissional sólida para médicos e advogados, reabilitação de prisioneiros em penitenciárias estaduais e governo por especialistas instruídos.
Os editores e colaboradores da NAR incluíam vários literatos e políticos da Nova Inglaterra como John Adams, George Bancroft, Nathaniel Bowditch, William Cullen Bryant, Lewis Cass, Edward T. Channing, Caleb Cushing, Richard Henry Dana Sr., Alexander Hill Everett, Edward Everett, John Lothrop Motley, Jared Sparks, George Ticknor, Gulian C. Verplanck e Daniel Webster.
Entre 1862 e 1872, seus coeditores foram James Russell Lowell e Charles Eliot Norton. Henry Adams também atuou posteriormente como editor. Embora a revista não publicasse frequentemente ficção, ela serializou The Ambassadors de Henry James.
Em 1876, Allen Thorndike Rice comprou a NAR por US$ 3 000 e se tornou seu editor. Ele continuou no cargo até sua morte inesperada em 1889; deixou a revista para Lloyd Bryce em seu testamento. Bryce foi proprietário e editor de 1889 a 1896. Em 1899, George Harvey (ex-editor do New York World) comprou a NAR, assumiu a editoria e manteve o controle até 1926, exceto entre 1921–1924, quando foi Embaixador dos Estados Unidos no Reino Unido. No outono de 1926, a NAR foi vendida para Walter Butler Mahony. Joseph Hilton Smyth adquiriu a NAR de Mahony em setembro de 1938, mas a publicação foi suspensa em 1940, quando Smyth foi descoberto como espião japonês, tendo se declarado culpado em 1942 por receber US$ 125 000 entre 1938 e 1941 para criar ou comprar publicações com o objetivo de disseminar propaganda japonesa.
O poeta Robert Dana resgatou a NAR em 1964, retomando suas operações e atuando como editor-chefe entre 1964 e 1968. Durante esse período, a revista foi sediada no Cornell College, onde Dana lecionava. Para revitalizar a NAR, Dana negociou com Claiborne Pell, então senador por Rhode Island, que afirmava deter os direitos sobre a revista.
A NAR foi transferida para a Universidade do Norte de Iowa em 1968, sob o editor Robley Wilson. Desde então, seus colaboradores literários incluíram Lee K. Abbott, Margaret Atwood, Marvin Bell, Vance Bourjaily, Raymond Carver, Eldridge Cleaver, Guy Davenport, Gary Gildner, David Hellerstein, George V. Higgins, Donald Justice, Yosef Komunyakaa, Barry Lopez, Jack Miles, Joyce Carol Oates, David Rabe, Lynne Sharon Schwartz, Anthony Storr, Kurt Vonnegut, entre outros. Grant Tracey e Vince Gotera foram coeditores entre 2000 e 2016. O selo editorial North American Review Press começou a publicar livros em 2006. Desde 2017, os editores da revista são Rachel Morgan, J. D. Schraffenberger e Grant Tracey. A editora executiva é Emily Stowe.
Em 2015, celebrou-se o bicentenário da fundação da revista com uma conferência em Cedar Falls, e entre 19 e 21 de abril de 2019, a revista sediou outra conferência para comemorar os cinquenta anos de presença no campus da Universidade do Norte de Iowa.

## North American ReviewPress
A North American Review Press é o braço editorial da revista North American Review. Desde sua formalização em 2006, já publicou seis livros. Antes da criação do selo editorial, os livros eram publicados sob o nome da revista, durante a editoria de Robley Wilson. A North American Review publicou ao todo quinze livros entre 1975 e 2021. Entre os gêneros lançados estão poesia, contos, compilações de edições passadas da revista e ficção policial.

## Prêmios
Nos últimos vinte anos do século XX, a North American Review ganhou duas vezes o Prêmio Nacional de Revistas de Ficção e foi finalista cinco vezes; teve histórias incluídas quatro vezes nas antologias anuais do prêmio O. Henry, nove vezes no Pushcart Prize, oito vezes no Best American Short Stories, e também nas coletâneas Best American Sports Writing e Best American Travel Writing. Em artes gráficas, ilustrações da revista foram selecionadas para inclusão nos anuários da Communication Arts, da Society of Publication Designers, nos anuários regionais da Print, nas exposições da Society of Illustrators, e ganharam duas vezes o prêmio Eddie and Ozzie de melhor capa entre revistas de circulação inferior a 100.000 exemplares.

## Leituras adicionais
- North American Review. v.10, 2.ª ed. (Boston: Cummings & Hilliard, 1821); v.88 (Boston: Crosby, Nichols & Co., 1859); v.103 (Boston: Ticknor & Fields, 1866).